# Ghigo Renzulli
Federico Renzulli, conosciuto come Ghigo Renzulli (Manocalzati, 15 dicembre 1953), è un musicista italiano, fondatore dei Litfiba, dei quali è l'unico membro stabile dalla fondazione.

## Carriera

### Inizi (1979-1980)
Nato a Manocalzati, in provincia di Avellino, nell'adolescenza si appassiona al rock grazie ai Vanilla Fudge, di cui vede eseguire "Some velvet morning" in tv alla Mostra Internazionale della Canzone di Venezia, successivamente si avvicina agli ambienti freak dove conosce l'hard rock dei Led Zeppelin, dei Black Sabbath e dei Deep Purple. Interrompe gli studi in biologia a pochi esami dalla laurea e si dedica solo alla musica. Quando il punk inizia a diffondersi anche in Italia, trascorre un periodo di tempo a Londra, dove incontra l'atmosfera new wave del periodo.
Nel 1979 si trasferisce a Firenze e dopo pochi mesi nascono i Cafè Caracas, un trio formato da lui alla chitarra, Renzo Franchi alla batteria e Raffaele Riefoli (che diventerà poi famoso come Raf) in qualità di bassista e frontman. Il gruppo ha però vita breve. 

### Nascita e prima fase dei Litfiba (1980-1989)
Grazie a un annuncio su una rivista locale, Renzulli recluta Gianni Maroccolo (basso), Francesco Calamai (batteria), Antonio Aiazzi alle tastiere e successivamente Piero Pelù alla voce.
Il gruppo, in prossimità del suo primissimo concerto avvenuto il 6 dicembre 1980 alla Rokkoteca Brighton (mentre l'esordio fuori dalla Toscana fu un concerto del 1981 allo Slego di Viserba), assume il nome Litfiba proprio su idea di Renzulli. Lo crea componendo un ipotetico indirizzo telex che riconduca alla cantina da lui affittata.
(Ghigo Renzulli)
I primi album dei Litfiba sono lavori di gruppo, in cui ogni componente contribuisce al sound complessivo. Ghigo dimostra una predisposizione alla composizione e arrangiamento dei brani, oltre a conoscere le ultime tendenze del rock grazie al biennio inglese. Insieme a Maroccolo ed Aiazzi costituisce la parte compositiva del progetto, mentre Piero Pelù scrive testi e melodie, con Gianni Maroccolo che coordina tecnicamente l'ensemble.

### Gli anni '90 (1989-1999)
Dopo l'uscita di Aiazzi e Maroccolo (con il primo ancora presente per vari anni come collaboratore) la composizione passa interamente a Pelù e Renzulli. Fino al 1999 i dischi dei Litfiba incontrano varie sfaccettature del rock, dal rock latino dei primi anni '90 fino al rock elettronico e il pop della seconda metà del decennio.
In seguito all'uscita dal gruppo di Pelù, Renzulli rifonda la band con un nuovo cantante, Gianluigi Cavallo (detto "Cabo"), e altri musicisti. La scelta di continuare col nome "Litfiba" nonostante l'assenza del frontman storico e di tutti i turnisti storici (Bagni, Caforio e Terzani seguiranno Piero Pelù nella sua carriera solista) suscita diverse polemiche. Dal 1983 Litfiba è lo pseudonimo SIAE del solo Renzulli, dal 1999 il nome Litfiba rimarrà di proprietà di Renzulli, mentre il logo del cuore con le corna va a Pelù.

### Due nuovi cantanti (1999-2009)
Ghigo decide di ricominciare immediatamente il cammino con il cantante Gianluigi Cavallo, dando alla luce, nei 5 anni successivi, tre album di inediti, un live, una raccolta e la colonna sonora della versione italiana del videogioco Tomb Raider: The Angel of Darkness con il singolo Larasong. Si deve però suo malgrado confrontare con un pubblico che, per la maggior parte, non riesce ad accettare i rinnovati Litfiba, accusando Cabo di essere la copia di Piero Pelù.
I Litfiba dell'anno 2000 sono composti da Ghigo e Cabo che si avvalgono del contributo alla sessione di due componenti del gruppo Malfunk: il bassista Gianluca Venier e il batterista Ugo Nativi. L'anno successivo Venier lascia definitivamente i Malfunk per entrare nei Litfiba, mentre Nativi non lo segue; il suo posto nei Litfiba (ora in una formazione a 4 elementi) viene preso da Gianmarco Colzi (ex componente dei Rockgalileo). Il 2001 è l'anno di Insidia, che segna un'evoluzione nello stile compositivo della band.
Nel 2002 viene commissionata ai Litfiba la scrittura della citata Larasong, progetto cui partecipa Antonio Aiazzi, che rientrerà poi ufficialmente nei Litfiba. Nel 2005 esce il disco con meno consenso di pubblico e critica dei Litfiba post-Pelù, dal titolo Essere o sembrare. Nel 2006 Ghigo decide di sciogliere la band e, con una lettera aperta ai fan, Cabo annuncia che il suo percorso con i Litfiba era concluso.
Due anni più tardi Ghigo riparte nuovamente da zero. Assolda Roberto Terzani, già nella band per tutti gli anni novanta, e alla voce fa debuttare Filippo Margheri, giovane cantante dell'underground toscano. I Litfiba pubblicano gratuitamente in streaming l'album Five on Line, un ep composto da 5 pezzi registrati in presa diretta. Si propongono anche dal vivo, nel settembre 2009, suonando in due occasioni: ad Aosta e Modena. Durante la lavorazione del nuovo album, Ghigo è contattato da Rudy Zerbi della Sony, dalla Friends&Partners e da Pelù per vedere se fosse stato possibile formare nuovamente la band anni '90.

### La riunione con Piero Pelù (2009-2022)
Nel dicembre 2009 viene annunciato il ritorno di Pelù alla voce e una tournée, in pochi giorni i biglietti sono sold out. I tre dischi post-reunion ottengono un grande successo di critica e di pubblico, vincendo un disco di platino e due dischi d'oro.
Il 25 gennaio 2014, insieme a due collaboratori, apre il blog ufficiale Ghigo Renzulli Fan Collaborative (GRFC) citando, nel post d'annuncio su Facebook, Marcel Proust: "Il vero viaggio di scoperta non consiste nel cercare nuove terre, ma nell'avere nuovi occhi.". Nel 2018 il blog chiude e il canale YouTube cambia nome diventando Ghigo Renzulli History. Ghigo Renzulli e Piero Pelù tra il 2018 e il 2019 ufficializzano che i Litfiba sono in pausa fino a data da destinarsi.
Alla fine del 2021, insieme a Piero Pelù, annuncia l'ultimo tour dei Litfiba, L'Ultimo Girone. Il tour parte nella primavera del 2022, prosegue durante tutta l'estate per poi concludersi il 22 dicembre 2022 al Mediolanum Forum di Assago.

### No_Vox (2018)
No_Vox è un progetto strumentale avviato da Ghigo Renzulli nel 2018. Il progetto esplora diversi generi musicali tra cui rock, folk, metal, progressive e blues, senza le restrizioni imposte dal linguaggio vocale. Il primo album di No_Vox, intitolato Cinematic, è stato composto e registrato durante la pandemia del 2020. Nel luglio del 2021 si tiene il primo concerto di No_Vox al Teatro romano antico di Fiesole. Dalle registrazioni di questo live nasce Alcazaba, pubblicato nell'ottobre dello stesso anno. Successivamente, nel 2024, è stato pubblicato il secondo album in studio, Dizzy, che approfondisce ulteriormente questo viaggio musicale intenso e coinvolgente. 
Renzulli descrive No_Vox come un "progetto culturale in continua evoluzione" che consente una libertà artistica non vincolata dall'età o dai confini. I concerti di No_Vox si distinguono per l'esecuzione completamente dal vivo, senza l'uso di basi registrate, un elemento raro nel panorama musicale contemporaneo. L'album Dizzy include anche il brano "Engelcord Suite", che fonde "Engel" dei Rammstein con il tema di "Amarcord" di Nino Rota, dimostrando l'approccio sperimentale ed eclettico del progetto.

## Stile chitarristico
Renzulli si è sempre contraddistinto per il suo stile apparentemente semplice ma al tempo stesso molto espressivo e originale. Fin dagli inizi ha infatti sempre utilizzato pochi effetti: negli anni ottanta usava un delay e un chorus a cui ha unito il suo ormai  wah wah, l'unico che ha continuato ad utilizzare e che è divenuto uno dei simboli del suo modo di suonare. Fa largo uso di bending e possiede un vibrato molto espressivo. Negli anni ottanta univa abitualmente alla sua chitarra anche una leva tremolo che utilizzava per eseguire vibrati più vigorosi.

## Discografia

### Con i Litfiba
- 1985 – Desaparecido
- 1986 – 17 re
- 1988 – Litfiba 3
- 1990 – El diablo
- 1993 – Terremoto
- 1994 – Spirito
- 1997 – Mondi sommersi
- 1999 – Infinito
- 2000 – Elettromacumba
- 2001 – Insidia
- 2005 – Essere o sembrare
- 2012 – Grande nazione
- 2016 – Eutòpia

### No_Vox
- 2020 – Cinematic
- 2021 – Alcazaba
- 2024 – Dizzy

### Collaborazioni
- 1984 – Denovo - Chitarra nel brano Quinta Finestra, dall'album Kamikaze Bohemien, pubblicato postumo del 2013
- 1988 – Carantonis - Chitarra nei brani Twice Told Tales e Good News, dall'album Twice Told Tales
- 1990 – Nicoletta Magalotti - Chitarra nel brano Albachiara (cover di Vasco Rossi), dalla raccolta Union
- 1992 – Nicoletta Magalotti - Chitarra nel brano Terra Elettrica, dall'album Nico
- 1994 – Paolo Belli - Chitarra elettrica nei brani Mi Hanno Lasciato Solo e Adesso Basta (Club Version), dall'album Solo
- 2012 – Italia Loves Emilia - Chitarra nel brano A muso duro
- 2013 – Gianni Maroccolo & Claudio Rocchi - Chitarra solista nel brano La Melodie de Terrence, dall'album Vdb23/Nulla è andato perso
- 2016 – Foja - Chitarra nel brano Aria 'e mare, dall'album O Treno Che Va
- 2018 – Big Tale - Chitarra, cori, composizione e arrangiamento del brano Passa il tempo passa
- 2018 – Filippo Margheri - Chitarra, composizione e arrangiamento dei brani Sepolto vivo e La rabbia in testa, dall'album Indipendenza

## Strumentazione

### Chitarre
Renzulli nel corso della sua carriera ha utilizzato diverse chitarre:
Anni '80
- Fender Stratocaster 25th Anniversary (modello uscito nel 1979) grigia con battipenna nero e paletta stile anni settanta.
- Fender "Strat" (un modello prodotto dal 1980 al 1983) gialla con battipenna bianco. Questa serie è identificabile dal ponte e dalle manopole dei potenziometri diversi dai classici Fender.
- Charvel San Dimas sunburst.
- Fender Japan Telecaster Contemporary bianca, senza battipenna, con ponte tremolo, doppio humbucker splittabile in single coil.
- Charvel San Dimas Strat rossa, senza battipenna, con ponte tremolo e singolo humbucker.
- Fender Stratocaster rossa con battipenna nero, ponte tremolo, un humbucker (bridge) e due single coil (neck e middle). Si tratta probabilmente di una chitarra customizzata da Ghigo e dovrebbe essere precedente alla Telecaster bianca e alla San Dimas. Viene ricordata come la "17 Re". Usata recentemente per registrare il brano "La mia valigia".
- Guild S-100
- Guild S-300
- Schon Reverse Custom
- PRS
- Yamaha SG1000 nera

Anni '90
- Schon Reverse Custom
- PRS
- Chitarra customizzata costruita su commissione di Ghigo: detta "Debbie sound"
- Gibson "The Paul" (colore natural)
- Gibson Les Paul (colore sunburst)
- Gibson Flying V
- Fender Telecaster (colore sunburst)
- Kramer bianca con battimano nero
- Fender Stratocaster

Anni '00
- Fender Stratocaster
  - riedizione '62 (colore fiesta red 3 single coil)
  - colore sunburst battimano bianco
  - colore fiesta red battimano nero pick-up Seymour Duncan
- Gibson "The Paul" (colore natural)

Anni '10
- Gibson:
  - "The Paul" (colore natural)
  - Les paul sunburst
  - SG
- Fender Stratocaster
  - riedizione '62 (colore fiesta red 2 humbucker)
  - colore crema, battipenna bianco, JB al ponte
  - sunburst con battipenna bianco, JB al ponte
- PRS
- Jackson Soloist 2H Floyd Rose nera
- Suhr Pro Modern Satin natural con Floyd Rose

### Effetti
Multieffetto a rack Roland fino al 17 Re tour compreso.
Dal tour di Litfiba 3 in poi (1988) usa solo i due canali dell'amplificatore e un pedale wah-wah, il classico Dunlop Cry Baby. In aggiunta un accordatore Korg a rack.

### Amplificatori
Fino al 1994, tour di Spirito compreso usa due testate Marshall JCM 800.
Dal disco Mondi sommersi (1997) utilizza testate Marshall JCM 900.
Il tutto sempre con casse Marshall, tranne nei due tour di Mondi sommersi e Infinito in cui usa casse Mesa Boogie.
Occasionalmente ha usato una testata Soldano e un amplificatore Fender Tone Master testa+cassa.

### Altro
- Plettri Jim Dunlop e Fender
- Bottleneck in plexiglas nel Mondi Sommersi Tour
- Leva tremolo/Floyd Rose (su tutte le chitarre dal 1984 al 1993, negli ultimi anni solo sulla Stratocaster rossa e nera, sulla Jackson e sulla Suhr)